# Nat Cohen
Nathan (Nat) Cohen est un producteur de cinéma britannique, né le 23 décembre 1905 dans l'East End à Londres et mort le 10 février 1988 à Londres (Angleterre).

## Biographie
Sa carrière débute dans les années 1930. Il commence par acheter un cinéma, puis crée une chaîne de cinémas. Il fonde la société de production Anglo-Amalgamated avec Stuart Levy (en) en 1942.
Il produit des films extrêmement controversés dont Le voyeur et Les Criminels. 

## Filmographie
- 1949 : Murder at the Windmill de Val Guest (producteur)
- 1950 : Miss Pilgrim's Progress de Val Guest (producteur)
- 1952 : Ghost Ship de Vernon Sewell (producteur)
- 1958 : The Duke Wore Jeans de Gerald Thomas (producteur)
- 1959 : Carry On Nurse de Gerald Thomas (producteur délégué)
- 1960 : Les Criminels de Joseph Losey (producteur délégué)
- 1960 : Le voyeur de Michael Powell
- 1961 : Dentist on the Job de C.M. Pennington-Richards (producteur délégué)
- 1977 : Are You Being Served? de Bob Kellett (producteur délégué)
- 1986 : Clockwise de Christopher Morahan (producteur délégué)

## Courses hippiques
Avec les revenus de ses films, Nat Cohen eut la possibilité de créer sa propre écurie. Ses couleurs, bleu avec diamant blanc, manches cerclées et casquette ambre, ont été rendues célèbre par la victoire de Kilmore dans l'édition 1962 du Grand National.